# (260824) Hermanus
(260824) Hermanus est un astéroïde de la ceinture principale.

## Description
(260824) Hermanus est un astéroïde de la ceinture principale. Il fut découvert le 9 août 2005 à l'Observatoire interaméricain du Cerro Tololo par David E. Trilling. Il présente une orbite caractérisée par un demi-grand axe de 2,79 UA, une excentricité de 0,09 et une inclinaison de 5,1° par rapport à l'écliptique.

## Compléments